# Швабская имперская коллегия графов
Швабская имперская коллегия графов (нем. schwäbische Reichsgrafenkollegium, нем. schwäbische Reichsgrafenbank) — ассоциация швабских имперских графов и сеньоров для защиты их интересов в имперском сейме, особенно в имперском совете князей и в швабском имперском округе.

## История
В конце XV в. была создана графская ассоциация для представления интересов менее могущественной высшей знати в делах Священной Римской империи. Этому предшествовали различные ассоциации в Швабии, такие как Общество Щита Святого Георгия (1407 г.) или Швабский союз (1488 г.). Он поступил в Имперскую графскую коллегию Веттерау. Начиная с рейхстага 1495 года, Веттерау и Швабия имели по одному голосу в рейхстаге. Первоначально бесспорным был только голос графов Веттерау. Лишь в 1524 г. Швабия получили твердое обещание от императора, что у них будет куриатский голос для имперской коллегии.
С 1549 г. швабские графы имели постоянное посольство при императорских собраниях. Начиная с 1557 года, послы также представляли франконских имперских графов. Представительство закончилось образованием после 1641 г. отдельной Франконской имперской графской коллегии.
В 1579 г. коллегии Веттерау и Швабия заключили Динкельсбюлерский союз, предусматривавший взаимную поддержку против других имперских сословий и ненасильственный внутренний баланс интересов.

## Участники
По состоянию на 1792 г. в коллегии состояли:
| Участник                                                                                     | Герб | Оригинальное имя         | Примечания |
| -------------------------------------------------------------------------------------------- | ---- | ------------------------ | --- |
| Имперский аббат Бухау                                                                        |      | Fürstäbtissin von Buchau | из-за сеньории Штрасберг |
| Аббатство Святого Власия                                                                     |      | Kloster St. Blasien      | из-за графства Бонндорф, с 1662 г. |
| Ландкомтурство Тевтонского ордена (бейливик Швабия-Эльзас-Бургундия и комтурство Альтхаузен) |      |                          | |
| граф Абенсперг унд Траун                                                                     |      | Abensperg und Traun      | из-за сеньории Эглофс, с 1654 г. |
| Гогенцоллерн-Гехинген                                                                        |      | Hohenzollern-Hechingen   | |
| эрцгергог Австрии                                                                            |      | Herzog von Österreich    | из-за графств Хоэнэмс (1765 г.) и Монфорт (1782 г.) |
| Граф Кевенхюллер                                                                             |      | Khevenhüller             | принят в 1737 гг. |
| Граф Волькенштейн                                                                            |      | Wolkenstein              | принят в 1737 г. |
| Курфюрст Баварии                                                                             |      | Kurfürst von Bayern      | из-за графства Хельфенштейн, с 1769 г. |
| Граф Кевенхюллер                                                                             |      | Khevenhüller             | принят в 1737 гг. |
| Граф Куэфштайн                                                                               |      | Kuefstein                | принят в 1737 г. |
| Граф Коллоредо                                                                               |      | Colloredo                | принят в 1653 и 1741 гг. |
| Граф фон Лейен                                                                               |      | Graf von der Leyen       | из-за сеньории Гогенгерольдзек, с 1710/11 гг. |
| Маркграф Бадена                                                                              |      | Markgrafschaft Baden     | из-за приобретения владений Эберштейнов, с 1747 г. |
| Турн-и-Таксис                                                                                |      | Thurn und Taxis          | из-за сеньории Эглинген, с 1727 г. |
| Граф Гаррах                                                                                  |      | Harrach                  | принят в 1752 г. |
| Граф Штенберк                                                                                |      | Sternberg                | принят в 1752 г. |
| граф Вальдбург                                                                               |      | Waldburg                 | сеньории Вольфегг-Вальдзее, Вольфегг-Вольфег, Цайль-Вурцах, Цайль-Цайль и Траухбург                                                                                                |
| Граф Нейпперг                                                                                |      | Neipperg                 | принят в 1766 г. |
| Граф Траутмансдорф                                                                           |      | Trauttmansdorff          | принят в 1779 г. |
| Граф Вальдштейн-Вартенберг                                                                   |      | Waldstein-Wartenberg     | принят в 1774/1775 гг.) |
| Граф Зикинген                                                                                |      | Sickingen                | принят в 1791 г. |
| Граф Кёнигсегг                                                                               |      | Königsegg                | сеньории Ротенфельс и Аулендорф |
| Граф Фрейберг                                                                                |      | Freyberg                 | из-за сеньории Юстинген, с 1754 г. |
| Князь и граф Фуггер                                                                          | ,    | Fugger                   | Отдельные семейства Фуггер-Глётт, Фуггер-Бабенхаузен, Фуггер цу Дитенхайм и Бранденбург, Фуггеры, Фуггер цу Кирхберг и Вайсенхорн, Фуггер цу Микхаузен и Швиндегг, с 1654/1708 гг. |
| Князь Фюрстенберги                                                                           |      | Fürstenberg              | из-за графства Хайлингенберг и владений Верденбергов)\| Граф Зинцендорф]] |
| Князь Шварценберг                                                                            |      | Schwarzenberg            | из-за ландграфства Клетгау (1689 или 1698 г.) и графства Сульц (1687 г.) |
| Граф Штадион                                                                                 |      | Stadion                  | из-за сеньории Таннхаузен, с 1708 г. |
| князья и графы Эттинген                                                                      |      |                          | из-за сеньорий Валлерстайн, Бальдерн, Спилберг. |

### Исключённые
| Участник                    | Герб | Оригинальное имя       | Примечания                                                                     |
| --------------------------- | ---- | ---------------------- | ------------------------------------------------------------------------------ |
| Граф Волькенштейн-Тротсбург |      | Wolkenstein-Trostburg  | из-за сеньории Тростбург и Нойхаусс, срок действия которого истек в 1774 г.    |
| Граф Зинцендорф             |      | Sinzendorf             | из-за сеньории Таннхаузен, проданной графам Штадион в 1708 г.                  |
| Граф Макслрайн              |      | Maxlrain               | вымерла в 1734                                                                 |
| Граф Паппенгейм             |      | Pappenheim             | c 1629 г. — имперский граф, право на участие в графской коллегии оспаривалось. |
| Граф Рехберг                |      | Rechberg               | c 1609 г. — имперский граф, право на участие в графской коллегии оспаривалось. |
| Граф Тилли                  |      | Tilly                  | c 1609 г. — имперский граф, право на участие в графской коллегии оспаривалось. |
| Унгнад фон Вейсенвольф      |      | Ungnad von Weißenwolff | из-за сеньории Зоннегг ауф Вальденштайн, вымерла в 1609 г.                     |
| Граф Шлик                   |      | Schlick                | с 1437 г. — имперский граф, с 1621 г. — исключён из состава коллегии           |